# Carnoy
abreviatura científica del botánico Jean Baptiste Carnoy (1836–1899)
 Carnoy  es una población y comuna francesa, en la región de Picardía, departamento de Somme, en el distrito de Péronne y cantón de Combles.

## Demografía
| 72 | 82 | 74 | 83 | 98 | 85 |
| Para los censos de 1962 a 1999 la población legal corresponde a la población sin duplicidades (Fuente: INSEE [Consultar]) |    |    |    |    |    |